# 锐钛矿
锐钛矿（英语：Anatase）是二氧化钛自然界中五种矿物形式之一，另外四種已知的二氧化钛礦物有金紅石、板鈦礦、赤荻石及另外一種稱為「TiO2 II」高壓相形式。在常溫常壓下金紅石最為穩定，而銳鈦礦處於亞穩定態。大概在550至1000°C的溫度下，銳鈦礦會轉化為金紅石，其轉變的溫度很大程度取決於雜質、滲入物或樣本的形態。雖然純的锐钛矿為無色或白色，由於雜質的關係所以天然的锐钛矿通常是黑色的。另外銳鈦礦形成環境相對比較低溫，因此火成岩和變質岩中含量也相對較少。

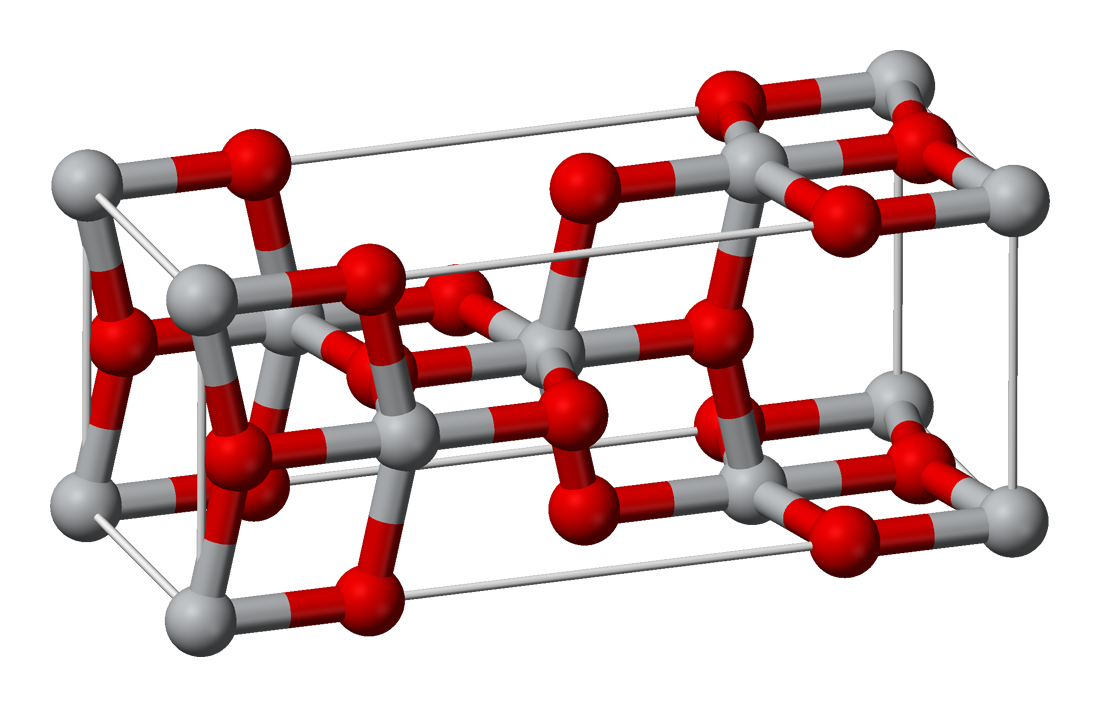
晶体结构

## 名稱
锐钛矿的英文名稱源于希腊文意思為「延伸」，其原因跟銳鈦礦的晶型常呈現拉長的八面體有關，也因此锐钛矿也稱為「octahedrite」該名稱比「anatase」出現得更早。另外銳鈦礦的標準產地為法國多菲內的瓦桑堡，因此也有oisanite（瓦桑堡石）、dauphinite（多菲內石）的別名。

## 晶體慣態
銳鈦礦晶體的生長習性可以區分為兩種。最常見的為簡單銳角八面體，顏色為靛藍至黑色並帶有鋼鐵的光澤。在法國多菲內（今伊澤爾省）的瓦桑堡的花崗岩和雲母片岩的縫隙中常見這一類晶型的銳鈦礦，並與水晶、長石和斧石共生。類似的微觀尺寸晶體也廣泛分佈在沉積岩（如：砂岩、黏土）中，可以通過洗掉岩石粉末中較輕的成分來將它們分離出來。
第二類晶型則會發育出許多錐面，且通常是扁平狀或稜柱狀的晶體習性，顏色呈蜜黃色到棕色。這類晶型產狀在外觀上與磷釔礦非常相似，歷史上曾經被認為是磷釔礦的特殊形式，並以「wiserine」稱之。 這類晶體常見於阿爾卑斯山片麻岩裂縫的壁面上，知名的產地有瑞士瓦萊州布里格附近的碧茵谷（Binnenthal）。